# Ogilbia boydwalkeri
Ogilbia boydwalkeri är en fiskart som beskrevs av Møller, Schwarzhans och Nielsen 2005. Ogilbia boydwalkeri ingår i släktet Ogilbia och familjen Bythitidae. IUCN kategoriserar arten globalt som livskraftig. Inga underarter finns listade i Catalogue of Life.